# ا جا نای کا (فیلم)
اِ جا نای کا (به ژاپنی: ええじゃないか Ee ja nai ka) یا چرا نه؟، فیلمی به کارگردانی شوهئی ایمامورا است که در سال ۱۹۸۱ اکران شد.

## بازیگران
- کائوری موموئی
- کن اوگاتا
- یوکو تاناکا
- میتسوکو بایشو
- ننجی کوبایاشی
- تایجی تونویاما
- اکو